# 和珥日爪
和珥日抓（わにのひつめ、生没年不明）は、古墳時代の豪族で和珥臣の本宗。姓は臣。日爪臣、丸邇日爪臣、春日日爪臣、春日日爪など様々な異称、異称表記があり、娘は『記紀』に仁賢天皇妃の糠君娘（糠若子郎女）や欽明天皇妃の糠子（糠子郎女）として見えるが、欽明記・紀の記事は仁賢記・紀の訛伝と見られる。